# Premi Gysbert Japicx
El Premi Gysbert Japicx (frisó Gysbert Japicxpriis) és un premi literari establert el 1947 pels Estats Generals de Frísia el 1947 en honor de Gysbert Japicx. El guanyador el decideix l'Executiu Provincial, que està assessorat per un jurat. El premi consisteix en un certificat i una suma de 5.000 €. El preu es concedeix des de 1947 cada tres anys (fins a 1953 cada any, fins al 1983 a dos anys), alternativament a la prosa i la poesia.

## Guanyadors
- 1947 - Obe Postma: It sil bistean (poesia).
- 1948 - Nyckle Haisma: Simmer (novel·la).
- 1949 - Fedde Schurer: Simson (drama bíblic) i syn berimings yn It boek fan 'e psalmen.
- 1950 - Ype Poortinga: Elbrich, part II (conte).
- 1951 - Sjoerd Spanninga: Spegelskrift i Núnders (poesia).
- 1952 - Anne Wadman: Kritysk konfoai (assaig).
- 1953 - Rixt: De gouden rider (poesia).
- 1955 - Ulbe van Houten: De hillige histoarje (històries bíbliques); De sûnde fan Haitze Holwerda (narració).
- 1957 - Douwe Tamminga: Balladen (poesia).
- 1959 - Eeltsje Boates Folkertsma: Eachweiding (assaig).
- 1961 - Marten Sikkema: Hiele dichterlik oeuvre.
- 1963 - Jo Smit: Bisten en boargers (contes).
- 1965 - Jan Wybenga: Barakkekamp (poesia).
- 1967 - Trinus Riemersma: Fabryk (narració).
- 1969 - Obres col·lectiva Operaesje Fers, se li va retirar
- 1971 - Paulus Akkerman: It roer út hannen (narració); Foar de lins i Dat sadwaende (assaigs).
- 1973 - Daniël Daen: De âlde en de leave hear: as lead om âld izer, Op libben en dea i Mosken en goaden (poesia).
- 1975 - Rink van der Velde: Hiele oeuvre.
- 1977 - Jan Wybenga: Lyts Frysk deadeboek (poesia).
- 1979 - Ypk fan der Fear: har histoaryske romans.
- 1981 - Reinder Rienk van der Leest: Kunst en fleanwurk (poesia).
- 1983 - Sjoerd van der Schaaf: De bijekening (narració).
- 1986 - Tiny Mulder: Hiele oeuvre; Oh in stêd, ah in lân (poesia).
- 1989 - Anne Wadman: In bolle yn 'e reak i De frou yn 'e flesse (narracions).
- 1992 - Steven de Jong: Syn literêr wurk i De Wuttelhaven del (narracions).
- 1995 - Trinus Riemersma: De reade bwarre (narració).
- 1998 - Piter Boersma: It libben sels' (narració).
- 2001 - Tsjebbe Hettinga: Fan oer see en fierder (poesia).
- 2003 - Willem Tjerkstra: Ridder fan Snits (novel·la).
- 2005 - Abe de Vries: In waarm wek altyd. (2004) (poesia)
- 2007 - Josse de Haan: Piksjitten op Snyp, Kastanjes poffe (assaig)
- 2009 - Anne Feddema: Reidhintjse op’e Styx (poesia)
- 2011 - Durk van der Ploeg: escriptor i poeta, guanyà el premi d'aquell any per la totalitat de la seua obra
- 2013 - Jacobus Q. Smink: Sondelfal. (2009) (poesia)
- 2015 - Koos Tiemersma: Einum. (2012) (novel·la)
- 2017 - Eppie Dam: Fallend ljocht. (2015) (poesia)
- 2019 - Aggie van der Meer: escriptora i poetessa, guanyà el premi d'aquell any per la totalitat de la seua obra
- 2021 - Eeltsje Hettinga: escriptora i poetessa, guanyà el premi d'aquell any pels poemes que escrigué entre el 2017 i el 2019 com a Poeta Nacional Frisó.